# Депортіво (Ла-Корунья)
Депортіво (ісп. Real Club Deportivo de la Coruña) — професійний іспанський футбольний клуб з міста Ла-Корунья. Клуб був заснований 11 травня 1906 року.
За свою довгу історію клуб виграв Чемпіонат Іспанії всього один раз. Це сталося у сезоні 1999/2000, який загалом для команди видався чи не найуспішнішим за всю історію існування. Окрім цього команда здобула два Кубки Іспанії (у сезоні 1994/95 та 2001/02), а також тричі святкувала звитягу у Суперкубку Іспанії. Останні 20 років команда з Ла-Коруньї стабільно завершує сезон у першій половині турнірної таблиці, що дає змогу змагатися у єврокубках: Лізі Європи та Лізі Чемпіонів. Власне у Лізі чемпіонів команда здобула чималий успіх, двічі дійшовши до чвертьфіналу, і одного разу - до 1/2. Але клуб вилетів із Ла-ліги і продовжує змагатися у Сегунді.
З 1944 року команда проводить свої домашні ігри на стадіоні «Ріасор», що може вмістити до 34,600 глядачів.
В історію іспанського футболу увійшло місцеве Галісійське дербі між Депортіво та Сельтою.

## Історія
Офіційна дата заснування - 2 березня 1906. З'явився перший президент - Луїс Корніде і перші гравці. Був і стадіон - «Корралон де ла Гайтейра» (ісп. Corralón de la Gaiteira). Але потім він припинив відповідати потребам клубу і «Депортіво» переїхало на новий «В'єхо Ріасор».
Після перемоги збірної Іспанії на Олімпійських іграх 1920 році, футбол почав набирати популярності у країні. Згодом створився іспанський чемпіонат, а клуб з Ла-Корун'ї почав брати участь у товариських матчах.
Рівень команди зростав і вони почали грати у другому іспанському дивізіоні. Сезон 1928/29 вони закінчилися на 8 сходинці чемпіонату. В 1932 році перемогли у кубковому матчі мадридський Реал. В сезоні 1940/41 «Депортіво» отримало путівку до головного дивізіону країни. Кожен гравець команди отримав 2 000 пессет (20є.) 
Дебют був вдалим. Команда зайняла 4 місце. Але у сезоні 1945/46 клуб вилетів у другий дивізіон.
У сезоні 1949/50 «Депортіво» стабілізувалося. Вони створили хорошу команду яка робила ставку на атакуючу гру. У цій команді виступав майбутній володар Золотого М'яча - Луїс Суарес. А тренував цей склад Еленіо Еррера. Але через поганий фінансовий стан, «Депортіво» не втримало дуже хороших гравців. Вони перейшли до інших клубів. І знову клуб почав тинятися між дивізіонами. На голову нижчі за головний дивізіон і на голову вищі за другий дивізіон. 1973 року ситуація взагалі погіршилися для команди. В 1988 клуб продовжував боротися на грані зникнення. І лише перемога над «Рассінгом» врятувала їх від цього.
Керівництво змінилося. Перед новими обличчами команди стояло завдання покращити фінансовий стан. Ситуація здавалася зовсім безвихідною і невиправною.
Але клуб вибрався з ситуації. Почав боротися за повернення в еліту Іспанії і досяг головної мети. 18 років без елітного футболу минули. «Депортіво» знову грає з найкращими клубами країни. В 90-х роках стояло завдання залишитися у цьому дивізіоні. Але команда спускалася вниз по турнірній таблиці. Та закінчивши сезон на 17 місці вони залишилися у першому дивізіоні.
В 1992 році підписали декількох зірок світового футболу. Після цього стартовий матч сезону на домашній арені «Депортіво» зібрав близько 30 тисяч глядачів. Клуб відкрив сезон серією перемог.
В сезоні 1993/94 вони отримали змогу зіграти у Кубку УЄФА. Але вболівальники це запам'ятали поразкою в боротьбі за перемогу у чемпіонаті.
В сезоні 1994/95 команда перемогла у Кубку Іспанії. А потім і стали володарями суперкубку. І вони знову стали фаворитами чемпіонату. Але скандали в команді нічому позитивному не посприяли і знову «Депортіво» не може привезти до себе додому трофей. В 1996 році до складу команди приєднався - Рівалду. Але в цей час тренер - Тошак не міг знайти спільної мови з гравцями клубу. В сезоні 1996/97 клуб не брав участі у європейських турнірах і це дало змогу боротися за перемогу у чемпіонаті. Всі частини поля були вкриті результативної грою «Депортіво». Команда йшла на першій сходинці чемпіонату. 17 матчів без поразок. Але ця серія закінчилася після мінімальної перемоги «Барселони» над клубом. Після цього скандальний тренер команди заявив про бажання покинути клуб. Під кінець сезону всі міцні позиції у турнірах були втрачені і клуб боровся за вихід в Єврокубки.
Тошак покинув клуб. А на його місце прийшов Карлос Альберта Сілва. Він утримав 3 місце у чемпіонаті. В наступному сезоні «Депортіво» знову поновило дорогі покупки. Знову титул переможців чемпіонату йшов до рук. Але «Барселона» придбала Рівалду. А також пішов захисник — Мірослав Джукич. І атака з обороною команди лишилися без лідерів. І команда почала сезон дуже погано. Програючи важливі матчі. Знову змінився тренер. Але це не посприяло результативній грі. Сезон закінчився на 14 сходинці.
Знову прийшов новий тренер — Шав'єр Ірурета. Він малими кроками поліпшив ситуацію. А керівництво виділяло гроші на нові придбання. Фініш на 6 сходинці. А у наступному сезоні, «Депортіво» знову почало нову боротьбу за титул. Чемпіонат у цьому сезоні став надзвичайно цікавий! І нарешті у 2000 році клуб завоював цей трофей. За це досягнення Ірурета був визнаний Тренером року Ла Ліги (нагороду присуджує іспанське видання Don Balon).
Наступного року «Депортіво» знов вдало виступив у чемпіонаті, посівши друге місце (чемпіоном став мадридський «Реал»). У Лізі Чемпіонів команда впевнено подолала обидва групові раунди, але поступилася у чвертьфіналі англійському «Лідс Юнайтед» (2-3 за сумою зустрічей). Влітку 2001 «Депортіво» здійсив найдорожчий трансфер у своїй історії, заплативши майже 18 мільйонів євро за гравця «Еспаньйола» Серхіо Гонсалеса. У сезоні 2001-02 знову став другим у Ла Лізі, цього разу пропустивши вперед «Валенсію». При цьому форвард ла-корунців Дієго Трістан став найкращим бомбардиром турніру (21 гол). У Лізі Чемпіонів «Депортіво» вдруге поспіль дійшов до чвертьфіналу, де зазнав поразки від англійського «Манчестер Юнайтед» (2-5 за сумою двох матчів). Крім того, 6 березня 2002 року «Депортіво» завдяки голам Серхіо і Дієго Трістана переміг у фіналі Кубка Короля мадридський «Реал» 2:1 на Сантьяго Бернабеу, вдруге у своїй історії вигравши цей трофей. Чотири місяці по тому «Депортіво» здобув третій у своїй історії Суперкубок Іспанії, розгромивши «Валенсію» 4:0 у двох матчах. Наступного року команда посіла третє місце у чемпіонаті після «Реал Мадрид» і «Реал Сосьєдад», але у єврокубках виступила невдало, не зумівши подолати другий груповий етап Ліги Чемпіонів, де ла-корунцям протистояли англійський «Манчестер Юнайтед», італійський «Ювентус» і швейцарський «Базель». Найкращим бомбардиром чемпіонату Іспанії при цьому, як і минулого року, став гравець «Депортіво» — цього разу голландець Рой Макай (29 голів).
Одним з найбільш вдалих став сезон 2003-04, незважаючи на те, що перед його початком команду залишив її лідер Макай. Натомість до клубу приєдналися півзахисник Педро Мунітіс і голкіпер Густаво Мунуа, а також повернувся з оренди уругвайський форвард Вальтер Пандіані. Після дев'яти турів команда займала перше місце, здобувши сім перемог. Зігравши внічию з «Мурсією», «Депортіво» пропустив вперед «Валенсію», але повернув собі лідерство за підсумками одинадцятого туру. Після цього результати клубу погіршилися. Перед останнім туром «Депортіво» йшов на четвертому місці. Тим не менш, здобувши перемогу над «Расінгом» на виїзді 0:1, команда скористалася поразкою «Реала» від «Реал Сосьєдада» 1:4, що дозволило ла-корунцям завершити сезон на третьому місці. Але передусім сезон запам'ятався виступом у Лізі Чемпіонів. Перемігши норвезький «Русенборг» у третьому кваліфікаційному раунді, «Депортіво» потрапив у групу до французького «Монако», голландського ПСВ і грецького АЕКа, де посів друге місце і пройшов до плей-офф. У одній восьмій фіналу ла-корунцям випало зіграти проти діючого чемпіона Італії — «Ювентуса». Завдяки голам Вальтера Пандіані і Альберта Луке «Депортіво» переміг із загальним рахунком 2-0 і пройшов до чвертьфіналу, де їм мав протистояти інший італійський клуб «Мілан». У першому матчі «Мілан» здобув впевнену перемогу 4:1 на «Сан-Сіро» (при цьому рахунок відкрили іспанці). Але у матчі-відповіді «Депортіво» зробив неймовірний камбек, який вважається одним із найбільш неймовірних в історії футболу. Голи Вальтера Пандіані, Хуана Карлоса Валерона, Альберта Луке і Франа Гонсалеса принесли перемогу 4:0 у матчі і 5:4 за сумою зустрічей. Таким чином «Депортіво» став першим клубом в історіЇ Лиги Чемпіонів, який зумів відігратися після поразки у три м'ячі у першому матчі. У півфіналі команді протистояв «Порту» під керівництвом Жозе Моурінью. Обидві гри були напруженими, долю переможця вирішив єдиний гол Дерлея з пенальті, що вивів португальців до фіналу. За підсумками сезону Ірурета втретє був визнаний Тренером Року.
Перед сезоном 2004-05 клуб не зробив жодного придбання, у той час як команду влітку залишили Джалмінья («Америка»), Нуреддін Найбет («Тоттенгем») і Жак Сонго'о (завершив кар'єру), а протягом сезону на правах оренди до «Бірмінгема» перейшов Вальтер Пандіані. «Депортіво» фінішував аж на восьмому місці. У Лізі Чемпіонів ла-корунці посіли останнє місце у групі з  «Монако», «Ліверпулем» і «Олімпіакосом», не здобувши жодної перемоги. Після закінчення сезону пост головного тренера залишив Хав'єр Ірурета, з ім'ям якого були пов'язані успіхи останніх років. Разом з ним з команди пішли Альберто Луке («Ньюкасл»), Вальтер Пандіані («Бірмінгем» (викуп)), Фран Гонсалес і бразильський півзахисник Мауро Сілва, який провів на Ріасорі 13 років (завершили кар'єру).
Протягом наступних кількох років команда займала місця у середині турнірної таблиці. Влітку 2006 клуб залишили Дієго Трістан («Мальорка») і Педро Мунітіс («Расінг»). За підсумками сезону 2010-11  «Депортіво» залишив Примеру, посівши вісімнадцяте місце. Новий головний тренер Хосе Луїс Ольтра зумів знов вивести ла-корунців до вищого дивізіону, але вже у грудні його було звільнено, а «Депортіво» у 2013 році знов вилетів до Сегунди. У 2013 році «Депортіво» залишив легендарний хавбек Хуан Карлос Валерон («Лас-Пальмас»). Під керівництвом Фернандо Васкеса клуб здобув право виступати у Прімері у сезоні 2014-15. «Депортіво» під керівництвом Віктора Санчеса дійшов до фінішу шістнадцятим, а у сезоні 2015-16 — п'ятнадцятим. У червні 2016 новим головним тренером став Гаіска Гарітано. По закінченні сезону 2015-16 після вісімнадцяти років у команді про завершення кар'єри оголосив захисник Мануель Пабло.

## Форма
Зважаючи на те, що Депортіво походить з Ґалісії, вони стабільно з 1912 року виступають у білих та синіх кольорах. Зазвичай футболка з основного комплекту форми — смугаста, чергуються білі та сині кольори. Шорти та гетри синього кольору. Інші два комплекти виробляються радше з метою їх реалізації, тож кольори добирають виробники. Теперішній спонсор команди — Естрелла Ґалісія, а виробник форми — італійський бренд Лотто.
| Рік     | Виробник форми            | Спонсор              | Спонсор                             |
| Рік     | Виробник форми            | Бренд                | Компанія                            |
| ------- | ------------------------- | -------------------- | ----------------------------------- |
| 1990–92 | Rox                       | Leyma                | Leite Rio, S.L.                     |
| 1992–97 | Umbro                     | Feiraco              | Feiraco Sociedad Cooperativa Galega |
| 1997–00 | Adidas                    | Feiraco              | Feiraco Sociedad Cooperativa Galega |
| 2000–01 | Adidas                    | Dreamcast            | Sega Europe Ltd                     |
| 2001–07 | Joma                      | Fadesa               | Fadesa Inmobiliaria, S.A.           |
| 2007–08 | Canterbury of New Zealand | Fadesa               | Fadesa Inmobiliaria, S.A.           |
| 2008–09 | Canterbury of New Zealand | Estrella Galicia     |                                     |
| 2009–   | Lotto                     | Estrella Galicia 0,0 |                                     |

## Відомості про стадіон

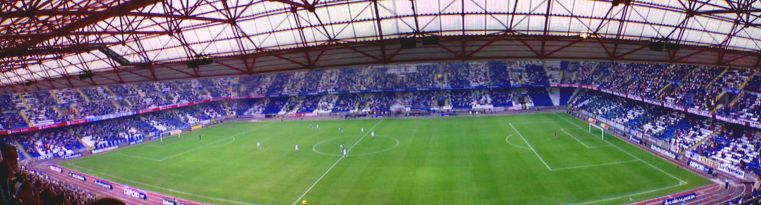
Панорамний вид на стадіон

- Назва – Естадіо Ріасор
- Місто – Ла-Корунья
- Місткість – 34,600
- Відкриття – 1944
- Розмір поля – 105 x 68 m

## Склад команди
Станом на 30 червня 2016 року
| №  | Поз. | Нац.       | Гравець            |
| -- | ---- | ---------- | ------------------ |
| 1  | ВР   | Аргентина  | Херман Люкс        |
| 3  | ЗХ   | Іспанія    | Фернандо Наварро   |
| 4  | ПЗ   | Іспанія    | Алекс Берґантіньос |
| 5  | ПЗ   | Іспанія    | Педро Москера      |
| 7  | ПЗ   | Іспанія    | Лукас              |
| 9  | НП   | Іспанія    | Оріоль Рієра       |
| 14 | ЗХ   | Іспанія    | Алехандро Аррібас  |
| 15 | ЗХ   | Іспанія    | Лауре              |
| 16 | ЗХ   | Португалія | Луїс Пінто         |
| 19 | ПЗ   | Марокко    | Файчал Файр        |
| 22 | ПЗ   | Коста-Рика | Селсо Борхес       |

| № | Поз. | Нац.       | Гравець             |
| - | ---- | ---------- | ------------------- |
|   | ВР   | Польща     | Пшемислав Титонь    |
|   | ВР   | Іспанія    | Рубен Мартінес      |
|   | ЗХ   | Іспанія    | Пабло Інсуа         |
|   | ЗХ   | Іспанія    | Саул Ґарсія Кабреро |
|   | ЗХ   | Іспанія    | Рауль Альбентоса    |
|   | ПЗ   | Іспанія    | Хав'єр Абруньєдо    |
|   | ПЗ   | Туреччина  | Емре Чолак          |
|   | ПЗ   | Португалія | Бруну Ґама          |
|   | ПЗ   | Іспанія    | Борха Валле         |
|   | НП   | Іспанія    | Луїс Фернандес      |

## Гравці, які виступали за збірні
Гравці, які перебуваючи у складі Депортіво викликалися у свої національні збірні.
| - Фабрісіо Колоччіні - Хонас Гутьєррес - Херман Люкс - Ліонель Скалоні - Альдо Душер - Харіс Медуньянін - Бебету - Джалмінья - Флавіу Консейсау - Філіпе Луїс Касмірскі - Мауро Сілва - Рівалду - Іліян Кіряков - Абель Агілар | - Селсо Борхес - Стипе Плетикоса - Петр Коуба - Омар Браво - Андрес Гвардадо - Рой Макай - Кнут Улав Ріндарей - Клаудіо Морель Родрігес - Іван Кавалейру - Нелсон Олівейра - Елдер Поштіга - Елдер Кріштован - Паулета - Цезарій Вільк | - Дмитро Радченко - Фернандо Наварро - Сесар Мартін - Хав'єр Арісменді - Жоан Капдевіла - Даніель Арансубія - Альберт Луке - Карлос Марчена - Мануель Пабло - Енріке Ромеро - Хуліо Салінас - Серхіо Гонсалес - Хуан Карлос Валерон - Дієго Трістан | - Крістіан Вільгельмссон - Густаво Мунуа - Вальтер Пандіані - Мирослав Джукич - Славиша Йоканович |

## Досягнення

### Титули у внутрішніх змаганнях
- Прімера Дивізіон: 
  -  Чемпіон (1): 1999–00
  -  Срібний призер (5): 1949–50, 1993–94, 1994–95, 2000–01, 2001–02
- Копа де Рей: 
  -   Володар (2): 1995, 2002
- Суперкубок Іспанії: 
  -   Володар (3): 1995, 2000, 2002

### Єврокубки
- Кубок Інтертото: 
  -   Фіналіст (1): 2005

### Регіональні змагання
- Чемпіонат Галісії
  -  Чемпіон (6): 1926–27, 1927–28, 1930–31, 1932–33, 1936–37, 1939–40
  -  Друге місце (7)

- Кубок Галісії
  -  Чемпіон (6): 1945–46
  -  Друге місце (4)

## Виступи в єврокубках
| Сезон     | Змагання               | Раунд   | Клуб                | Вдома        | На виїзді    | В сукупності |  |
| --------- | ---------------------- | ------- | ------------------- | ------------ | ------------ | ------------ |  |
| 1993-94   | Кубок УЄФА             | 1Р      | Ольборг             | 5–0          | 0–1          | 5–1          |  |
| 1993-94   | Кубок УЄФА             | 2Р      | Астон Вілла         | 1–1          | 1–0          | 2–1          |  |
| 1993-94   | Кубок УЄФА             | 3Р      | Айнтрахт Франкфурт  | 0–1          | 0–1          | 0–2          |  |
| 1994-95   | Кубок УЄФА             | 1Р      | Русенборг           | 4–1 (дод.ч.) | 0–1          | 4–2          |  |
| 1994-95   | Кубок УЄФА             | 2Р      | Тіроль Інсбрук      | 4–0          | 0–2          | 4–2          |  |
| 1994-95   | Кубок УЄФА             | 3Р      | Боруссія Дортмунд   | 1–0          | 1–3 (дод.ч.) | 2–3          |  |
| 1995-96   | Кубок володарів кубків | 1Р      | АПОЕЛ               | 8–0          | 0–0          | 8–0          |  |
| 1995-96   | Кубок володарів кубків | 2Р      | Трабзонспор         | 3–0          | 1–0          | 4–0          |  |
| 1995-96   | Кубок володарів кубків | 1/4     | Реал Сарагоса       | 1–0          | 1–1          | 2–1          |  |
| 1995-96   | Кубок володарів кубків | 1/2     | ПСЖ                 | 0–1          | 0–1          | 0–2          |  |
| 1997-98   | Кубок УЄФА             | 1Р      | Осер                | 1–2          | 0–0          | 1–2          |  |
| 1999–2000 | Кубок УЄФА             | 1Р      | Стабек              | 2–0          | 0–1          | 2–1          |  |
| 1999–2000 | Кубок УЄФА             | 2Р      | Монпельє            | 3–1          | 2–0          | 5–1          |  |
| 1999–2000 | Кубок УЄФА             | 3Р      | Панатінаїкос        | 4–2          | 1–1          | 5–3          |  |
| 1999–2000 | Кубок УЄФА             | 4Р      | Арсенал             | 2–1          | 1–5          | 3–6          |  |
| 2000-01   | Ліга чемпіонів         | Група E | Панатінаїкос        | 1–0          | 1–1          | 1-е          |  |
| 2000-01   | Ліга чемпіонів         | Група E | Гамбург             | 2–1          | 1–1          | 1-е          |  |
| 2000-01   | Ліга чемпіонів         | Група E | Ювентус             | 1–1          | 0–0          | 1-е          |  |
| 2000-01   | Ліга чемпіонів         | Група B | ПСЖ                 | 4–3          | 3–1          | 1-е          |  |
| 2000-01   | Ліга чемпіонів         | Група B | Мілан               | 0–1          | 1–1          | 1-е          |  |
| 2000-01   | Ліга чемпіонів         | Група B | Галатасарай         | 2–0          | 0–1          | 1-е          |  |
| 2000-01   | Ліга чемпіонів         | 1/4     | Лідс Юнайтед        | 2–0          | 0–3          | 2–3          |  |
| 2001–02   | Ліга чемпіонів         | Група G | Олімпіакос          | 2–2          | 1–1          | 1-е          |  |
| 2001–02   | Ліга чемпіонів         | Група G | Манчестер Юнайтед   | 2–1          | 3–2          | 1-е          |  |
| 2001–02   | Ліга чемпіонів         | Група G | Лілль               | 1–1          | 1–1          | 1-е          |  |
| 2001–02   | Ліга чемпіонів         | Група D | Арсенал             | 2–0          | 2–0          | 2-е          |  |
| 2001–02   | Ліга чемпіонів         | Група D | Баєр 04             | 1–3          | 0–3          | 2-е          |  |
| 2001–02   | Ліга чемпіонів         | Група D | Ювентус             | 2–0          | 0–0          | 2-е          |  |
| 2001–02   | Ліга чемпіонів         | 1/4     | Манчестер Юнайтед   | 0–2          | 2–3          | 2–5          |  |
| 2002–03   | Ліга чемпіонів         | Група G | Баварія             | 2–1          | 3–2          | 2-е          |  |
| 2002–03   | Ліга чемпіонів         | Група G | Мілан               | 0–4          | 2–1          | 2-е          |  |
| 2002–03   | Ліга чемпіонів         | Група G | Ланс                | 3–1          | 1–3          | 2-е          |  |
| 2002–03   | Ліга чемпіонів         | Група D | Ювентус             | 2–2          | 2–3          | 4-е          |  |
| 2002–03   | Ліга чемпіонів         | Група D | Манчестер Юнайтед   | 2–0          | 0–2          | 4-е          |  |
| 2002–03   | Ліга чемпіонів         | Група D | Базель              | 1–0          | 0–1          | 4-е          |  |
| 2003–04   | Ліга чемпіонів         | 3КР     | Русенборг           | 1–0          | 0–0          | 1–0          |  |
| 2003–04   | Ліга чемпіонів         | Група C | АЕК Афіни           | 3–0          | 1–1          | 2-е          |  |
| 2003–04   | Ліга чемпіонів         | Група C | ПСВ                 | 2–0          | 2–3          | 2-е          |  |
| 2003–04   | Ліга чемпіонів         | Група C | Монако              | 1–0          | 3–8          | 2-е          |  |
| 2003–04   | Ліга чемпіонів         | 1/8     | Ювентус             | 1–0          | 1–0          | 2–0          |  |
| 2003–04   | Ліга чемпіонів         | 1/4     | Мілан               | 4–0          | 1–4          | 5–4          |  |
| 2003–04   | Ліга чемпіонів         | 1/2     | Порту               | 0–1          | 0–0          | 0–1          |  |
| 2004–05   | Ліга чемпіонів         | 3КР     | Шелбурн             | 3–0          | 0–0          | 3–0          |  |
| 2004–05   | Ліга чемпіонів         | Група A | Олімпіакос          | 0–0          | 0–1          | 4-е          |  |
| 2004–05   | Ліга чемпіонів         | Група A | Монако              | 0–5          | 0–2          | 4-е          |  |
| 2004–05   | Ліга чемпіонів         | Група A | Ліверпуль           | 0–1          | 0–0          | 4-е          |  |
| 2005      | Кубок Інтертото        | 2Р      | Будучност Подгориця | 3–0          | 1–2          | 4–2          |  |
| 2005      | Кубок Інтертото        | 3Р      | Славен Белупо       | 1–0          | 3–0          | 4–0          |  |
| 2005      | Кубок Інтертото        | 1/2     | Ньюкасл Юнайтед     | 2–1          | 2–1          | 4–2          |  |
| 2005      | Кубок Інтертото        | Фінал   | Марсель             | 2–0          | 1–5          | 3–5          |  |
| 2008–09   | Кубок Інтертото        | 3Р      | Бней Сахнін         | 1–0          | 2–1          | 3–1          |  |
| 2008–09   | Кубок УЄФА             | 2КР     | Хайдук Спліт        | 0–0          | 2–0          | 2–0          |  |
| 2008–09   | Кубок УЄФА             | 1Р      | Бранн               | 2–0          | 0–2          | 2–2, 3–2 (п) |  |
| 2008–09   | Кубок УЄФА             | Група H | ЦСКА Москва         | Н/Д          | 0–3          | 2-е          |  |
| 2008–09   | Кубок УЄФА             | Група H | Феєнорд             | 3–0          | Н/Д          | 2-е          |  |
| 2008–09   | Кубок УЄФА             | Група H | Лех Познань         | Н/Д          | 1–1          | 2-е          |  |
| 2008–09   | Кубок УЄФА             | Група H | Нансі               | 1–0          | Н/Д          | 2-е          |  |
| 2008–09   | Кубок УЄФА             | 1/16    | Ольборг             | 1–3          | 0–3          | 1–6          |  |